# Anagyrus gracilis
Anagyrus gracilis är en stekelart som först beskrevs av Hayat 1970.  Anagyrus gracilis ingår i släktet Anagyrus och familjen sköldlussteklar. Inga underarter finns listade i Catalogue of Life.